# 瑞泉寺 (京都市)
瑞泉寺（ずいせんじ）は、京都市中京区にある浄土宗西山禅林寺派の寺院。山号は慈舟山。本尊は阿弥陀如来。豊臣秀次の墓がある。

## 歴史
安土桃山時代、三条大橋の脇にある当地は鴨川の三条河原にあった中洲であった。文禄4年（1595年）8月2日、この地で、すでに自害していた豊臣秀次の正室である一の台を始めとして側室、若君4名と姫君1名、侍女、乳母ら計39名が豊臣秀吉の命により斬首された。秀吉は、秀次の首と処刑した39名の亡骸をその場に埋めると、その上に秀次の首が納められていた石櫃を置いて塚とし、「秀次悪逆塚」との文字を刻ませた。しかし、後に鴨川が洪水を起こすと塚は流されてしまった。
しかし慶長16年（1611年）、京都の豪商角倉了以によって高瀬川を開く工事が行われている時に、流された「秀次悪逆塚」の石櫃が偶然発見された。実は高瀬川の開削責任者だった角倉了以の実弟吉田宗恂（医師）は、秀次に仕えていたことがあり、彼は秀次事件への連座は免れたが、前年の慶長15年（1610年）に死去していた。慶長16年は宗恂の一周忌にもあたることから、了以と立空桂叔（浄土宗西山派の僧）は、秀次の菩提を弔うために江戸幕府の許可を得てかつて秀次一族の塚があった場所にお堂を営むこととし、誓願寺の教山上人が新たに秀次に贈った戒名「瑞泉寺殿高巌一峰道意」から寺号を取って、瑞泉寺と名付け、立空桂叔を開山として建立された。以後、瑞泉寺は400年間にわたり秀次事件により死罪となった秀次と連座した一族・家臣の菩提を供養している。
天和3年（1683年）に角倉家より新たに寄進を受けて本堂が建てられたが、天明8年（1788年）1月の天明の大火で焼失した。その後、現在の本堂が再建された。
1941年（昭和16年）に松下電器産業創業者・松下幸之助らの財団法人「豊公会」により、秀次の墓や地蔵堂が整備され、新たに秀次一族と家臣の墓として49基の五輪塔が建立され、秀次を含む50人の小さな像が作られ、地蔵堂に祀られた。

## 秀次の墓

### 秀次首塚・眷属の墓

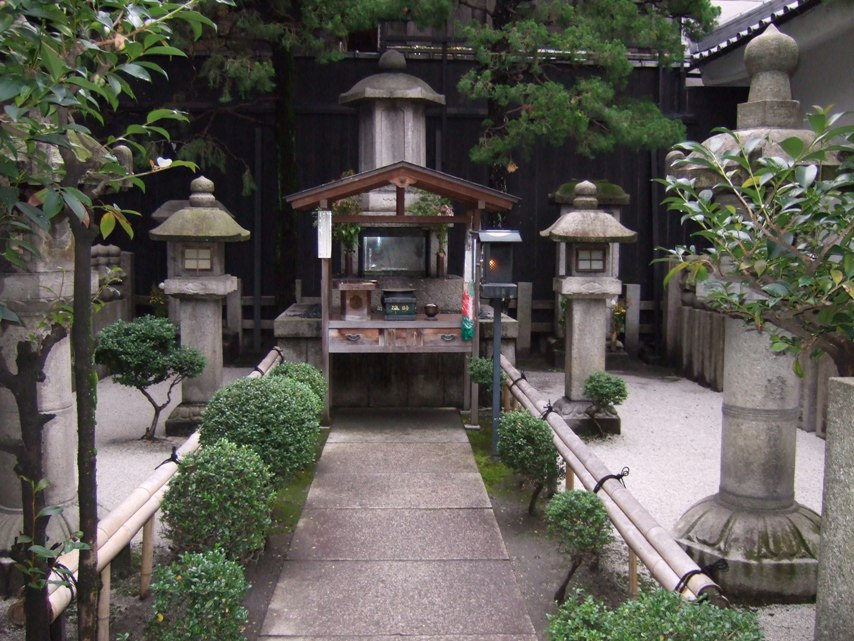
境内にある秀次の墓。中央には碑銘の削られた中空の石櫃がある

文禄4年（1595年）7月、秀次は叔父豊臣秀吉から謀反を疑われ関白の職を剥がれて高野山に追放され、7月15日（8月20日）に賜死を命じられて切腹して果てた。山本主殿、山田三十郎、不破万作など家臣5人もまた殉死した。
秀吉は伏見で首実検をすると、8月2日（9月5日）に秀次の首を三条河原で梟首とした。その時に秀次の妻妾と子供など合わせて39名を打ち首にしている。彼女らの遺体は秀次の首とともに河原に埋められ、塚、石塔が建てられた。秀次の首が納められた石櫃は塚の上に置かれ、「秀次悪逆塚文禄四年七月十四日」と刻まれたという。この塚は、殺生塚、関白塚、摂政塚、畜生塚などと称され、かえりみる者は無かったが、慶順という行者が、そのかたわらに草庵を結び、菩提を弔った。
慶順の死後、鴨川の洪水で塚が荒れた後、角倉了以が石櫃を発見した。了以はその際に石櫃の「秀次悪逆」の4文字を削り取ると、その上に六角形の無縁塔を建てた。このような経緯から秀次供養塔は「秀次悪逆塚」ともいうが、現在も碑銘の削られた姿で残る。
豊臣秀次と母とも（智、法名日秀）の墓所は、善正寺にある。瑞泉寺は秀次の首塚の跡の供養と、その一族・家臣の墓所である。また三条河原で処刑された側室らは大雲院でも供養されたという記述があり、2014年（平成26年）に石材の一部が発見された。
毎年命日の7月15日に、善正寺とかつて秀次の居城・八幡山城があった滋賀県近江八幡市の八幡山にある瑞龍寺の住職により、瑞龍寺で秀次の供養が行われている。

## 境内
- 本堂 - 豊臣秀次とその一族の塚があった所に建てられている。
- 庫裏
- 書院 - 天保4年（1833年）再建。
- 裏門
- 豊臣秀次の墓 - 六角形の塔の下部にある四角い石は、かつて秀次の首が入れられていた石櫃である。
- 秀次一族と家臣の墓 - 49基の五輪塔が並ぶ。若君4名と姫君1名、正室・一の台、側室、侍女、乳母ら計39名と自刃した家臣10人をそれぞれに祀る。1941年（昭和16年）に松下電器産業創業者・松下幸之助らの財団法人「豊公会」により建立された。
- 地蔵堂 - 秀次一族の処刑に際し引導を授けたという引導地蔵、秀次と一族・家臣49人の像を祀る。1941年（昭和16年）に松下電器産業創業者・松下幸之助らの財団法人「豊公会」により修復された。
- 山門（表門）

## 寺宝
- 処刑者の辞世の和歌

## 交通
- 鉄道利用の場合は、京阪三条駅・地下鉄三条京阪駅下車。
- バス利用の場合は、河原町三条下車。